# Svarte mosse (Öckerö socken, Bohuslän)
Svarte mosse är en sjö på norra delen av Bohus-Björkö (Nolö) i Öckerö kommun i Bohuslän och ingår i Göta älv-Bäveåns kustområde.